# ۱۰۲۴ (خورشیدی)
۱۰۲۴ هزار و بیست و چهارمین سال هجری خورشیدی است.